# Trans-World-Airlines-Flug 553
Trans-World-Airlines-Flug 553 war der Flug einer Douglas DC-9-15 mit dem Luftfahrzeugkennzeichen N1063T der Trans World Airlines. Sie flog  am 9. März 1967 vom Greater Pittsburgh Airport zum Flughafen Dayton in Ohio. Im Anflug auf Dayton, etwa 47 km vom Flughafen entfernt, kollidierte das Flugzeug in der Nähe von Urbana mit einer Beechcraft Baron. Alle 26 Personen an Bord der Flugzeuge kamen ums Leben.

## Verlauf

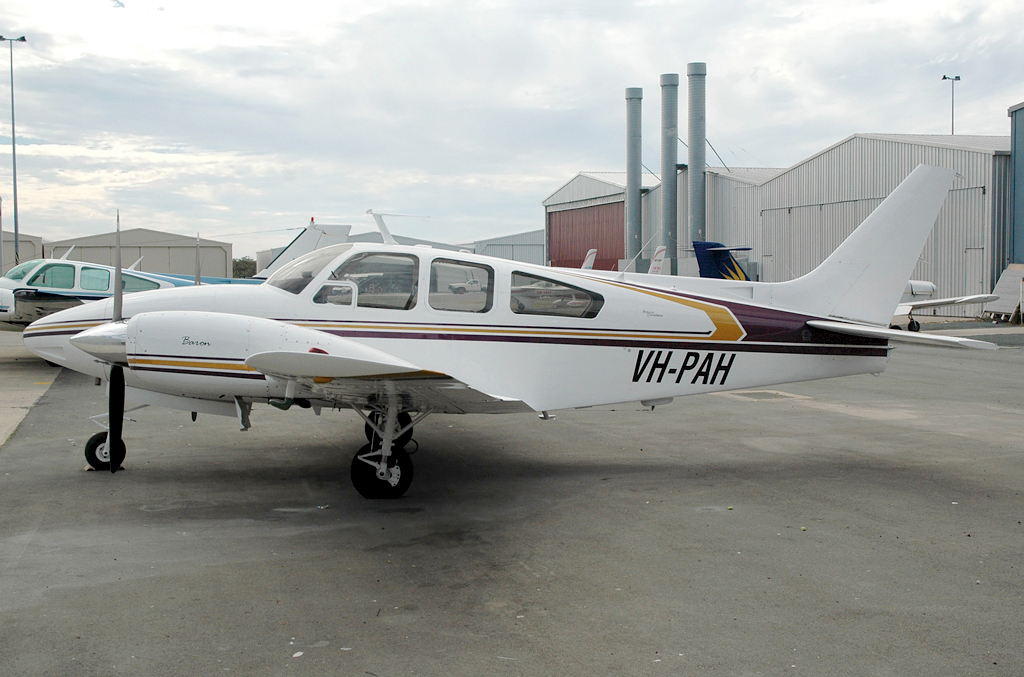
Eine Beechcraft Baron, ähnlich dem zweiten beteiligten Flugzeug

Nachdem die DC-9 Columbus in Ohio passiert hatte, bekam die Flugbesatzung die Freigabe zum Sinken von Flugfläche 200 (ca. 20.000 Fuß (6100 m) über dem Meeresspiegel) auf 3000 Fuß (910 m). Die Beechcraft flog in VMC-Bedingungen ohne Kontakt mit der Flugsicherung. Die DC-9 befand sich im Kontrollbereich von Dayton Radar Approach Control und ihre Piloten wurden 18 Sekunden vor der Kollision auf unkontrollierten Sichtflugverkehr voraus und leicht nach rechts in einer Entfernung von etwa einer Meile hingewiesen. Die Crew bestätigte den Hinweis. Auf einer Höhe von 4500 Fuß (1370 m) kollidierte die DC-9 mit der Beechcraft. Zum Zeitpunkt der Kollision flog die DC-9 mit einer Geschwindigkeit von 323 Knoten (etwa 600 km/h) in südwestlicher Richtung. Die vordere rechte Seite der DC-9 traf die linke Seite der Beechcraft und zerstörte das  zweimotorige Privatflugzeug, wobei Teile davon in den vorderen Rumpfteil der DC-9 eindrangen und deren Flugsteuerung beschädigten. In der Folge stürzten beide Flugzeuge ab. Alle fünfundzwanzig Insassen an Bord der DC-9 sowie der Pilot der Beechcraft wurde bei dem Unfall getötet.

## Ursache
Zum Zeitpunkt des Unfalls herrschten Sichtflugbedingungen mit dünnen Wolken bei einer Sicht von sechs bis sieben Meilen (zehn bis elf Kilometer) und damit mehr als doppelt so viel wie die von den Sichtflugregeln vorgeschriebenen drei Meilen. Nach Sichtflugregeln mussten die Piloten der beiden Flugzeuge einander sehen und ausweichen. Zusätzlich sagte der Fluglotse aus, dass er die Beechcraft auf seinem Radar bis 22 Sekunden vor der Kollision nicht gesehen habe. Andere Fluglotsen sagten aus, dass in der Nähe des Unfallortes kleine Flugzeuge nur schlecht vom Radar erfasst wurden.
Die amerikanische Sicherheitsbehörde NTSB untersuchte den Unfall und stellte fest, dass wegen der hohen Geschwindigkeit der DC-9 deren beide Piloten das andere Flugzeug nicht rechtzeitig genug sahen, um einen Unfall verhindern zu können.